# Jaime Milheiro
Jaime Milheiro de Oliveira Barbosa (Vila Nova de Gaia, 1935) é um psiquiatra e psicanalista português.. Fez a sua preparação no Porto, Lisboa e Paris (assistente estrangeiro da Faculdade de Medicina de Paris em 1965 e 66, como bolseiro).

## Biografia
Licenciado pela Faculdade de Medicina do Porto (curso de 1952-58), cumpriu dois anos de serviço militar em Angola  no início da guerra colonial. Especialista de Psiquiatria pela Ordem dos Médicos, após vários concursos nacionais de provas públicas adquiriu o grau de Chefe de Serviço da carreira hospitalar logo aos 32 anos (1967): 1º assistente do Instituto de Assistência Psiquiátrica (IAP), na designação da altura. 
Pioneiro da Psiquiatria Comunitária e da Psicanálise em Portugal, a partir de 1969 fundou, organizou e desenvolveu o Centro de Saúde Mental de V. N. de Gaia, numa prática clínica inovadora, fora dos Hospitais Psiquiátricos. Criou a rede assistencial que hoje existe no Concelho, onde se passaram a formar médicos especialistas e psicólogos clínicos e onde ocasionalmente se faz ensino universitário. 
Foi sempre seu Director, excepto quando destacado para as funções regionais de:
- Delegado da Zona Norte do IAP (1982/86).
- Coordenador de Saúde Mental da Região Norte (1988/1992).

Após a conversão desse Centro em Departamento de Psiquiatria e Saúde Mental do Centro Hospitalar de V. N. de Gaia (H. Santos Silva), foi também seu Director, tendo-se aposentado em 2003 nessa condição. 
Sempre voltado para as questões psicológicas e para os problemas sociais que perturbam a Saúde Mental dos indivíduos e das populações, bateu-se permanentemente pela modernização da assistência psiquiátrica e pela sua mudança organizativa e legislativa em Portugal. Travou  empenhadas lutas contra o estigma da doença mental e contra as velhas concepções manicomiais que entre nós predominavam, em todo o País sendo reconhecido por isso. Através da clínica, do ensino e da comunicação social, transformou essa questão num dos desígnios fundamentais da sua carreira.

### Cargos ocupados
Foi Presidente da Associação Portuguesa de Saúde Mental (1992/95), Associação que representa a Federação Mundial de Saúde Mental no nosso País.
Fez parte do Conselho Regional Europeu dessa mesma Federação em Bruxelas (1995/96).
Integrou e coordenou a representação do Ministério da Saúde na elaboração da actual Lei de Saúde Mental (Lei nº. 36/98, de 24 de Julho).
Foi Presidente do Colégio de Especialidade de Psiquiatria da Ordem dos Médicos durante seis anos (1981/87).
Foi Presidente do Conselho Nacional de Saúde Mental, órgão consultivo do Ministério da Saúde, de 1999 até ao início de 2006.
Foi Docente da Faculdade de Psicologia da Universidade do Porto (1977/82), professor de duas cadeiras: "Temas de Psicanálise" e "Saúde Mental".
Foi Docente de Cursos de Doutoramento em Saúde Mental no Instituto de Ciências Biomédicas Abel Salazar e na Faculdade de Medicina do Porto.
Na carreira psicanalítica, é Membro Titular e Didacta da Sociedade Portuguesa de Psicanálise e da Associação Psicanalítica Internacional desde 1981.
É seu Membro Honorário desde 2017.                                    
Pertence desde 1983 à Comissão de Ensino da Psicanálise em Portugal.                                   
É Docente dos Institutos de Psicanálise de Lisboa e do Porto.                                   
Organizou o ensino desta área no Norte do País, fomentando inúmeras actividades científicas e culturais que culminaram na criação do Instituto de Psicanálise do Porto, em 1998, de que foi o primeiro Director.                                   
Foi Presidente da Sociedade Portuguesa de Psicanálise (1990/92)                                  
Foi Director da Revista Portuguesa de Psicanálise (1995/2003).                                  
Fundou em 1999 os bienais "Colóquios do Porto: Psicanálise e Cultura" , de que já se fizeram doze edições, com participações activas e alargadas de inúmeras personalidades nacionais e estrangeiras. Actualmente é seu Presidente Honorário.                                   
Participou em inúmeros Congressos, Colóquios e Seminários. 
Escreveu  dezenas de artigos científicos e centenas de artigos de opinião em livros colectivos, revistas e jornais, muitas vezes expressando ideias pessoais e propostas de futuro.  
LIVROS PUBLICADOS
- Doenças de Foro Psiquiátrico em V. N. de Gaia – Ed. do IAP (Porto) -- 1984
- Loucos são os outros – 2ª Edição -- Ed. FIM DE SÉCULO -- (Lisboa) – 1999
- Orofobias ... Marias ... e outros Mistérios – Ed. ALMEDINA – (Coimbra) -- 2000
- Sexualidade e Psicossomática – Ed. ALMEDINA – (Coimbra) -- 2001
- Adão e Eva no Deserto – Ed. CLIMEPSI – (Lisboa) – 2003
- O Livro de Jonas -- Ed. FIM DE SÉCULO (Lisboa) – 2005
- A Invenção da Alma – Ed. FIM DE SÉCULO (Lisboa) – 2012
- O Centro de Saúde Mental de V. N. de Gaia – Ed. da DGS – (Porto) -- 2013
- Analista de Interiores ...Misteriosidade -- Âncora Editora (Lisboa) --  2015
- Partículas Comensais -- Ed. Cordão de Leitura (Porto) -- 2017
- Saponárias (com Joaquim Pinto Vieira)-- Ed. Cordão de Leitura--- (Porto) -- 2020
- Ensaio sobre os Humanos... -- Ed. Univ. Fernando Pessoa -- (Porto) -- 2020
- "ÁGUAMINHA" -- Ed. Freud & Companhia-- (Lisboa) -- 2023

PARTICIPAÇÃO EM LIVROS COLECTIVOS
- Manual de Psiquiatria Clínica  (“Psicoterapias Dinâmicas e Psicanálise”, pág. 539-554).

Coordenação de J. C. Dias Cordeiro. Edição da Fundação Gulbenkian, Lisboa, 1986.
- Memórias de Utopias (“Onde estavas no 25 de Abril”, pág. 17-22).

Coordenação de Maria José Vidigal. Edição do ISPA, Lisboa, 1999.
- Homenagem a Egas Moniz  (“Egas Moniz na Psiquiatria e na Psicanálise”, pág. 27-38). Edição da Fundação de Serralves, Porto, 1999.

- Egas Moniz em Livre Exame (“Contributos de Egas Moniz para a Psiquiatria e para a Psicanálise”, pág. 165-175)

Organização de Ana Leonor Pereira e João Rui Pita, Coimbra, 2000.
- Panorama da Cultura Portuguesa no Século XX (“Loucuras e Lobisomens: Lucidez”, pág. 237-268, 1.º volume).

Coordenação de Fernando Pernes. Fundação de Serralves, Porto, 2001. Edições Afrontamento.
- Os Outros em Eu (“Loucura para Todos”, pág. 101-110).

Porto 2001, Capital Europeia da Cultura. Edição do IPATIMUP. 2001.
- Novos Desafios à Bioética (“Homossexualidade”, pág. 50-56, “Transexualidade e Mudança de Sexo”, pág. 57-61, “Ambiente e Saúde Mental”, pág. 301-307).

Coordenação de Luís Archer, Walter Osswald e Outros. Edição Porto Editora, 2001
- A  Medicina e a Arte (Excerto de “O Conde de Abranhos na Regionalização”, pág. 78-79). Organização de Miguel Miranda, Edições Bial, Porto, 2001.

- Sexualidade (“Sexualidade e Ciclo de Vida: Introdução”, pág. 63-67).

Edição da Faculdade de Medicina de Lisboa, 2003.
Coordenação de António Barbosa e João Gomes-Pedro
- Santos que Curam e Protegem (“A Minha Santa Preferida”, pág. 17-24).

Edição da Câmara Municipal de Ovar, 2004.
- Sigmund Freud: 150 Anos Depois (“O Lado Estético da Psicanálise”, pág. 85-91). Fenda Edições, Lisboa, 2006.

- O Sangue entre o Sonho e o Medo (“Entre o Sonho e o Medo”, pág. 13-20).

Edição do Instituto Português do Sangue (Centro Regional do Porto), 2008.
- Crenças, Religiões e Poderes (“Arqueologia dos Sentimentos de Mistério”, pág. 121-127).

Organização de Vítor Oliveira Jorge, Porto, Edições Afrontamento, 2008.
- Revista de Portugal de 2012 (“Sonhando com Eça”, pág. 47-54)..

Edição da Confraria Queirosiana, Solar Condes de Resende,  V. N. Gaia.
- Revista de Portugal… de 2014 (“Mudam-se os tempos… mudam-se as vontades” pág. 45-53). Edição da Confraria Queirosiana, Solar Condes de Resende, V. N. Gaia.
- Revista de Portugal… de 2015 (“Saúde Mental hoje… como se ganha, como se perde”, pág. 64-70).

Edição da Confraria Queirosiana, Solar Condes de Resende, V. N. Gaia.
- ·Revista de Portugal… de 2019 (“Sorrisos Lágrimas Poemas”,  pág. 25-32)

Edição da Confraria Queirosiana, Solar Condes de Resende, V. N. Gaia.
- Revista de Portugal… de 2021 ( “As pequenas diferenças”, pág. 15-21)
- Philosophy of Mind Contemporary Perspectives (″How Humans Beings Work..." pág. 348 a 356 )   Edições Cambridge Scholars Publishing   2017
- Poética das Lágrimas ("Sorrisos Lágrimas Poemas", pág. 233-244) Edição CITCEM Faculdade  de Letras do PORTO Coordenação de Isabel Morujão 2023

## Distinções
Em 7 de Abril de 2006, no Dia Mundial da Saúde, foi agraciado em cerimónia pública, em Lisboa, com a Medalha de Ouro do Ministério da Saúde e  o respectivo diploma, pelo Ministro da Saúde ( A. Correia de Campos), atribuídos pelos “serviços distintos” prestados à Saúde Mental de V. N. de Gaia e do País.
Em 28 de Junho de 2006 foi agraciado em cerimónia pública, em V. N. de Gaia, com a Medalha de Ouro do Município e  o respectivo diploma, pelo Presidente da Câmara (Luís Filipe Menezes), atribuídos por “mérito profissional”.
Em 27 de Novembro de 2015, foi agraciado em cerimónia pública, no Porto, com a Medalha de Mérito da Ordem dos Médicos, atribuída pelo seu "trajecto humano e profissional". 
Em 9 de Julho de 2022 foi agraciado em cerimónia pública, no Porto, com a Medalha de Ouro do Município e  o respectivo diploma, pelo Presidente da Câmara (Rui Moreira), atribuídos por "mérito profissional". 